# Adriana van Halteren
Jonkvrouw Adriana Agatha van Halteren (Nijkerk, 28 februari 1838 - Ermelo, 14 december 1927) was een Nederlandse weldoener, die een belangrijke rol speelde in de armenzorg in Ermelo.
Adriana van Halteren werd geboren als tweede kind van mr. Jan Jacob van Halteren van Vrijenes en Sluipwijk, eigenaar van Huize Drievliet in Rijswijk. Haar jongste broer, Franc van Halteren van Vrijenes en Sluipwijk, werd later Burgemeester van Boskoop.
Vanaf 1881 was Van Halteren werkzaam bij het Huis der Barmhartigheid in Ermelo. Dit huis was gesticht door ds Witteveen en deed dienst als een zendingskerk maar ook als een opvangtehuis voor mensen aan de onderkant van de samenleving zoals weeskinderen, daklozen, ouderen die verpleegd moesten worden of buitenlanders. Van Halteren werd directrice en deed daarnaast ook uit haar privévermogen flinke donaties.
Kort voor zijn dood liet ds Witteveen zijn testament veranderen, waarbij hij Adriana van Halteren erfgename maakte al zijn onroerend goed en schulden. Dit wel onder de voorwaarde dat na haar dood, het onroerend goed weer terug zou gaan naar de Gemeente. Adriana van Halteren bracht alles onder in een stichting “De Zendingsstichting: Huizen van Barmhartigheid te Ermelo”.
In 1892 werd dominee Arend Mooij, die samen met zijn broer Marinus Mooij een belangrijke rol speelde in de opkomst van de Vrije Evangelische Gemeenten, predikant van de Zendingsgemeente in Ermelo. Al binnen een paar jaar, in 1896 kwam het tot een bitter conflict tussen Arend Mooij en juffrouw Van Halteren. Dit conflict leidde tot een scheuring in de Zendingsgemeente Ermelo. Van Halteren vond dat Mooij zich te veel bezig hield met zending in het buitenland, terwijl er in de directe omgeving ook veel armoede was.
Een meerderheid van de leden koos partij voor Mooij en wilde zich aansluiten bij de Bond van Vrije Evangelische Gemeenten in Nederland. Dit was zeer tegen de wil van Van Halteren die daarop eiste dat alle onroerende goederen van de gemeente die door dominee Witteveen aan haar waren geschonken onder de voorwaarde dat deze na haar overlijden niet vervreemd mochten worden van de gemeente, definitief haar eigendom zouden worden. Een bemiddelingspoging mislukte. Van Halteren sloot de zendingskerk en uiteindelijk moest de rechter beslissen.
In 1918 ging het Huis der Barmhartigheid over naar de 'Vereeniging Jeruël' en kwam er een nieuwe directrice.
Freule Van Halteren stierf in vergetelheid in een eenvoudig huisje, een paar maanden voor haar 90e verjaardag.